# سلكوت حقلي
السِّلْكُوت الحقلي هو نوع من الخنافس في الفصيلة السلكوتية. يوجد في المنطقة القطبية الشمالية القديمة.